# سوبر برستيج بيرنود 1969
سوبر برستيج بيرنود 1969 هو الموسم 11 من سوبر برستيج بيرنود،  بدأ الموسم بسباق 1969 باريس-نايس في 10 مارس 1969.
فاز بالمركز الأول إيدي ميركس، وبالمركز الثاني فيليتشي جيموندي، وبالمركز الثالث ريمون بوليدور

## السباقات
| 10 – 16 مارس 1969        | باريس-نيس                                             | إيدي ميركس          | ريمون بوليدور       | جاك أنكيتيل             |
| 19 مارس                  | ميلان-سان ريمو                                        | إيدي ميركس          | روجر دي فلايمينك    | مارينو باسو             |
| 30 مارس                  | طواف فلاندرز                                          | إيدي ميركس          | فيليتشي جيموندي     | مارينو باسو             |
| 13 أبريل                 | سباق باريس روبيه                                      | والتر جوديفروت      | إيدي ميركس          | Willy Vekemans ‏         |
| 20 أبريل                 | لا فليش والون                                         | Jos Huysmans ‏       | إريك دي فلامنك      | إريك ليمان              |
| 22 أبريل                 | لييج-باستون-لييج                                      | إيدي ميركس          | Victor Van Schil ‏   | باري هوبان              |
| 23 أبريل – 11 مايو 1969  | طواف إسبانيا                                          | روجي بانجون         | خيسوس لويس أوكانيا  | Rini Wagtmans ‏          |
| 1 مايو                   | إشبورن-فرانكفورت                                      | جورج بينتينس        | Michele Dancelli ‏   | هيرمان فان سبرينجيل     |
| 13 – 18 مايو 1969        | أربعة أيام من دونكيرك                                 | آلان فاسيور         | Rini Wagtmans ‏      | ويلي في فين             |
| 16 مايو – 08 يونيو 1969  | طواف إيطاليا                                          | فيليتشي جيموندي     | Claudio Michelotto ‏ | إيتالو زيليولي          |
| 25 – 31 مايو 1969        | سباق دوفين للدراجات                                   | ريمون بوليدور       | فيرديناند براك      | روجي بانجون             |
| 05 – 08 يونيو 1969       | جائزة دو ميدي ليبر الكبرى                             | خيسوس لويس أوكانيا  | فيرديناند براك      | Remi Van Vreckom ‏       |
| 28 يونيو – 20 يوليو 1969 | طواف فرنسا                                            | إيدي ميركس          | روجي بانجون         | ريمون بوليدور           |
| 05 – 06 أغسطس 1969       | Paris–Luxembourg ‏                                     | إيدي ميركس          | فيليتشي جيموندي     | روجر دي فلايمينك        |
| 10 أغسطس                 | سباق الطريق في بطولة العالم لسباق الدراجات على الطريق | Harm Ottenbros ‏     | جوليان ستيفنز       | Michele Dancelli ‏       |
| 7 سبتمبر                 | Bordeaux–Paris ‏                                       | والتر جوديفروت      | يان يانسين          | Michel Périn (cyclist) ‏ |
| 29 سبتمبر                | باريس تورز                                            | هيرمان فان سبرينجيل | فرانز فيربيك        | Roger Jochmans ‏         |
| 11 أكتوبر                | طواف لومبارديا                                        | جان بيير مونسري     | هيرمان فان سبرينجيل | فرانكو بيتسي            |
| 19 أكتوبر                | جراند بريكس دي نيشنز                                  | هيرمان فان سبرينجيل | ريمون بوليدور       | Davide Boifava ‏         |

## وصلات خارجية
- سوبر برستيج بيرنود 1969 في موقع Cycling Archives سايكلنج أركايفز